# River Stort
River Stort är ett vattendrag i Storbritannien.   Det ligger i riksdelen England, i den sydöstra delen av landet, 30 km norr om huvudstaden London.